# Улица Энди Уорхола (Киев)
Улица Энди Уорхола (укр. Вулиця Енді Воргола) — улица в Шевченковском районе города Киева, местность Куренёвка. Пролегает от Захаровской улицы до улицы Шполянской.

## История
Улица возникла в 50-х годах XX века под названием 710-я Новая. Современное название — с 2023 года.